# Taakgericht onderwijs
Mate van vrijheid
van de lerende om zijn eigen leerproces in te richten (afnemend van boven naar beneden)
| Vrij        |
| Onderneming |
| Project     |
| Probleem    |
| Opdracht    |
| Taak        |
| Instructie  |

Het voornaamste middel dat de onderwijsvorm gebruikt is een indicatie
Taakgericht onderwijs is een vorm van onderwijs waarin de docerende de lerende leidt in het wat, waarom en wanneer van bepaalde leeractiviteiten.
De docent dicteert echter niet hoe de lerende de taak dient uit te voeren, zoals in instructief of klassikaal onderwijs. De docerende structureert in dit type onderwijs het leren, bewaakt of de lerende zich aan dit leerplan houdt en zorgt voor een rustige leeromgeving waarin de lerende geconcentreerd en in een vaste regelmaat zijn werkzaamheden uitvoert. Deze rol van de docent ziet men ook in opdrachtgestuurd onderwijs terug met als verschil dat aldaar niet de docent, maar de lerende zelf bepaalt welke taken hij wenst uit te voeren.

## Toegepast
Taakgericht onderwijs wordt vooral toegepast in het taalonderwijs. De vorm van de taak, zoals het gebruikte medium, heeft invloed op het leerproces net als motiverende, levensechte leeractiviteiten.